# Filipe Duarte (cantor)
Filipe Duarte Machado (Brasília, 5 de maio de 1981) é um cantor brasileiro. Foi integrante da boyband Br'oz entre 2003 e 2005 e vocalista do grupo Os Travessos entre 2006 e 2020.

## Biografia e carreira
Aos 15 anos teve seu primeiro contato com a música, quando ganhou um cavaquinho de presente do padrinho e aprendeu a tocar sozinho. Logo depois entrou numa banda de pagode. Fez parte de outros grupos de pagode e de samba antes de ingressar na carreira solo. Filipe tocava em bares e boates de Brasília ao som de MPB em ritmo de samba rock. Teve uma infância tranquila, jogou futebol e capoeira. Suas influências na musica são Djavan e Alexandre Pires. Sempre teve o apoio dos pais para seguir a carreira musical, tanto que nas primeiras eliminatórias sua mãe, que é funcionária pública, o acompanhou. Seu pai é advogado. Filipe é o mais velho, tem apenas uma irmã. 
Em 2003, após ser selecionado dentre 34 mil inscritos no programa Popstars, passou a integrar a boyband Br'oz junto com André Marinho, Jhean Marcell, Oscar Tintel e Matheus Herriez, que emplacaram vários hits como "Prometida", "Tudo o Que Você Quiser", Se Você Não Está Aqui" e "Vem Pra Minha Vida". Em 2006, passou a integrar o grupo de pagode Os Travessos sendo o único vocalista do grupo na época. Em 2014, com a volta de Rodriguinho ao grupo, passou a dividir os vocais com ele.
Em 2016, Rodriguinho deixou novamente Os Travessos e Filipe voltou a atuar como o único vocalista, conciliando sua agenda com o Br'oz, que na mesma época anunciou seu retorno. Anunciando sua saída de Os Travessos em outubro de 2020, após quase 15 anos como vocalista, para seguir carreira solo.

## Vida pessoal
Em 2007 casou-se com Marina "Nina" Cachoeira, onde teve duas filhas, Nicole e Alice.

## Filmografia

### Televisão
| Ano  | Título              | Papel                    | Notas       | Ref.  |
| ---- | ------------------- | ------------------------ | ----------- | ----- |
| 2003 | Popstars            | Participante             | Temporada 2 |       |
| 2021 | Power Couple Brasil | Participante (7.º lugar) | Temporada 5 | [ 6 ] |

## Discografia

### Discografia integrandoBr'oz
| Ano  | Título                |
| ---- | --------------------- |
| 2003 | Br'oz                 |
| 2004 | Segundo Ato           |
| 2016 | No estúdio Show Livre |
| 2017 | Br'ozhood             |

### Discografia integrandoOs Travessos
| Ano  | Título                     |
| ---- | -------------------------- |
| 2007 | Frente A Frente            |
| 2011 | Até Ver Você               |
| 2014 | Tarde Ou Cedo              |
| 2015 | Os Travessos #OTVS 20 Anos |
| 2016 | Controle do Jogo           |
| 2017 | Resiliência                |
| 2018 | OTVS                       |
| 2019 | OTVS - Live                |